# باولا بينيتي
باولا بينيتي (بالإنجليزية: Paola Binetti)‏ (من مواليد 29 مارس 1943) وهي نائبة في مجلس النواب الإيطالي. كانت باولا تنتمى إلى الحزب الديمقراطي قبل عام 2010. وهي الآن تنتمي إلى اتحاد المركز.

## حياتها
ولدت بينيتي في روما. تخرجت من كلية الطب والجراحة عام 1967 في جامعة جامعة القلب المقدس الكاثوليكية في روما ، بعد أن درست في جامعة نافارا بإسبانيا.
وهي متخصصة في الطب النفسي والطب النفسي العصبي للرضع.
من عام 1972 إلى عام 1975، عملت باولا في مركز للمراهقين في ميلانو (Associazione FAES - Famiglia e Società)، وقامت بقديم خدمات المشورة للآباء والأمهات.
كانت مديرة قسم التعليم والبحث في القسم التعليمي التابع لجامعة روما الطبية. كانت في الماضي رئيسة لجنة العلوم والحياة (Comitato Scienza & Vita) ورئيسة الجمعية الإيطالية. كانت نائبة رئيس الجمعية الإيطالية لعلوم الكمبيوتر الطبية. وهي أيضا عضوة في العديد من المؤسسات، من بينها اللجنة الوطنية لأخلاقيات علم الأحياء.
كتبت بينيتي أكثر من 200 مقالة وكثير من المجلدات في مجال التعليم الطبي.
منذ عام 1991 ، كانت تعمل في حرم روما للرعاية الطبية الحيوية.
في يوم 3 مارس 2007 ،ظهرت باولا على قناة La7 ، وقالت "المثليين والمثليات يحتاجون إلى رعاية طبية، معتبرة أن المثلية الجنسية هي مرض.
بعد سقوط حكومة برودي تم حل البرلمان وأعيد انتخابها في عام 2008 كعضوة في مجلس النواب الإيطالي.
في عام 2010 انتقلت إلى اتحاد المركز UDC.

## وصلات خارجية
- باولا بينيتي على موقع IMDb (الإنجليزية)

- Personal website
- Info on the website of the Italian Senate